# Gonioryctus acuminatus
Gonioryctus acuminatus är en skalbaggsart som beskrevs av Sharp 1908. Gonioryctus acuminatus ingår i släktet Gonioryctus och familjen glansbaggar. Inga underarter finns listade i Catalogue of Life.